# Município de Scioto (condado de Jackson, Ohio)
O município de Scioto (em inglês: Scioto Township) é um município localizado no condado de Jackson no estado estadounidense de Ohio. No ano de 2010 tinha uma população de 1.921 habitantes e uma densidade populacional de 17,51 pessoas por km².

## Geografia
O município de Scioto encontra-se localizado nas coordenadas 38° 59′ 07″ N, 82° 44′ 09″ O. Segundo a Departamento do Censo dos Estados Unidos, o município tem uma superfície total de 109.68 km², da qual 109.5 km² correspondem a terra firme e (0.16%) 0.17 km² é água.

## Demografia
Segundo o censo de 2010, tinha 1.921 habitantes residindo no município de Scioto. A densidade populacional era de 17,51 hab./km². Dos 1.921 habitantes, o município de Scioto estava composto pelo 97.76% brancos, o 0.26% eram afroamericanos, o 0.1% eram amerindios, o 0.88% eram asiáticos, o 0.05% eram insulares do Pacífico, o 0.16% eram de outras raças e o 0.78% pertenciam a duas ou mais raças. Do total da população o 0.52% eram hispanos ou latinos de qualquer raça.